# Parmenini
Los parmeninos (Parmenini) son una tribu de coleópteros crisomeloideos de la familia Cerambycidae.

## Géneros
Comprende los siguientes géneros:
Adriopea - Arachneosomatidia - Blapsilon - Ceylanoparmena - Cleptonotus - Cleptosoma - Coresthetida - Cupeyalia - Declivocondyloides - Echthistatus - Elasmotena - Gracililamia - Hexatricha - Hoplocleptes - Hoplonotus - Inermoparmena - Ipochus - Macrocleptes - Maisi - Mecynome - Microcleptes - Microsomatidia - Nanilla - Neocorestheta - Neoplectrura - Neosomatidia - Nodulosoma - Ovaloparmena - Parabrimus - Paracondyloides - Parananilla - Parasomatidia - Paraxylotoles - Parechthistatus - Parmena - Parmenopsis - Parmenosoma - Plaumanniella - Plectrura - Ptinosoma - Rugosocleptes - Schreiteria - Somatidia - Somatocleptes - Spinhoplathemistus - Spinosomatidia - Stenauxa - Stenoparmena - Tenebrosoma - Tricondyloides - Tuberolamia - Xylotoles - Xylotoloides - ?Myrmeparmena